# AY Близнецов
AY Близнецов (лат. AY Geminorum), HD 258944 — двойная затменная переменная звезда типа Алголя (EA)* в созвездии Близнецов на расстоянии приблизительно 2211 световых лет (около 678 парсек) от Солнца. Видимая звёздная величина звезды — от +11,9m до +10,8m. Орбитальный период — около 3,0536 суток.
Открыта Отто Моргенротом в 1934 году.

## Характеристики
Первый компонент — белая звезда спектрального класса A0. Масса — около 2,64 солнечной, радиус — около 2,51 солнечного, светимость — около 22,018 солнечной. Эффективная температура — около 7889 К.
Второй компонент — жёлто-белая звезда спектрального класса F9IV. Масса — около 1,36 солнечной, радиус — около 2,38 солнечного, светимость — около 15,85 солнечной.

## Описание
Два компонента образуют полуразделённую затменную переменную звезду типа беты Персея с периодом примерно 3 дня. Анализ диаграммы O−C периода переменности, проведённый Цянем, показал, что период уменьшается со скоростью 9⋅10-7 дней за год, однако характер уменьшения до конца неясен. В одном варианте, период резко изменился на 3,9 секунды. В другом, на медленное и плавное уменьшение периода наложились два резких смещения. Хотя система и является полуразделённой, уменьшение периода не может объясняться перетеканием вещества с менее массивного компонента на более массивный. Сложный характер изменения периода, характерный для звёзд поздних типов, к которым относится AY Близнецов, может быть объяснён медленной потерей массы и углового момента из-за магнитного торможения, замедляющего вращение одной из звёзд. Это вызывает взаимные приливные взаимодействия между компонентами, ведущие к синхронизации вращения звёзд. В итоге орбитальный момент уменьшается, как и период обращения. Спонтанные резкие смещения периода могут объясняться нерегулярностью магнитных и гравитационных процессов.